# Jorģis Zemitāns

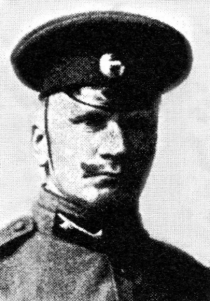
Jorģis Zemitāns

Jorģis Zemitāns (* 23. Februar 1873 in der Gemeinde Skrīveri, Gouvernement Livland; † 16. Januar 1928 in Riga) war ein lettischer Militär und Politiker.

## Leben
Zemitāns ging bis 1892 auf die Realschule in Mitau. Nach Abschluss der Kriegsschule in Wilna kam er zum 116. Schützenregiment, wo er im April 1914 zum Hauptmann befördert wurde. Im Ersten Weltkrieg kämpfte er im Verband des XX. Korps und erhielt den Sankt-Wladimir-Orden 4. Klasse. Anfang 1915 erlitt das Korps bei Augustów eine schwere Niederlage und Zemitāns geriet in deutsche Kriegsgefangenschaft.
Im November 1918 wurde er entlassen und kehrte nach Lettland zurück. Hier stellte er sich der neugegründeten Regierung zur Verfügung und wurde Chef der 2. Rigaer Schutzkompanie (2. Rīgas apsardzības rotas). Am 7. Januar wurde er nach Estland geschickt, wo er zusammen mit Oberst Ozols die Aufstellung von lettischen Truppen im Machtbereich der estnischen Armee organisierte. Er wurde bis 13. März zum Oberst befördert und kommandierte das neu entstandene lettische Nordkorps. Außerdem war er der Regierungsvertreter im Nordlettischen Gebiet. Er verurteilte den Putsch der Deutsch-Balten am 16. April 1919 in Libau und erklärte sich loyal zur abgesetzten Regierung von Kārlis Ulmanis. Nach der Schlacht von Cēsis zog er zusammen mit Ulmanis in Riga ein.
Ab 15. Juli wurde er Kommandeur der Division Vidzeme und zuständig für die Verteidigung Rigas. Seine Karriere nahm ein abruptes Ende, als er im Herbst beim Angriff der Bermondt-Armee die Stadt Riga frühzeitig räumen ließ. Danach wurde er auf Nebenposten eingesetzt und 1922 aus der lettischen Armee entlassen.
Zemintāns starb 1928 an einem Gehirntumor. Zu seinen Ehren sind ein Platz in Riga sowie die Grundschule in Skrīveri und eine Brücke nach ihm benannt.